# Аероплан (часопис)
Аероплан је био часопис Југословенског удружења ваздухопловних макетара (YUVAM) посвећен ваздухопловном (авио) макетарству, а издавао га је Обални леталски центер из Сечовја. Излазио је двомесечно, на 32 странице А4 формата, са корицама у боји. Обично је садржавао и дуплерицу у боји на којој би била приказана шема бојења неколико авиона.
Први број је изашао у јануару 1986. године, под именом „YUVAM Bilten“, са поднасловом: „стручни часопис за авио-макетарство и популаризацију југословенског ваздухопловства“. Главни и одговорни уредник је био Војислав Вујовић.
- Насловна страница 3. броја из 1986. године.
- Насловна страница 4. броја из 1989. године.